# Twiztid
Twiztid er en amerikansk-duo fra Detroit.
Bandet er kendt for deres ansigtsmaling og juggalo stil.

## Diskografi
- Mostasteless (1997)
- Freek Show (2000)
- Mirror Mirror (2002)
- The Green Book (2003)
- Man's Myth, Vol. 1 (2005)
- Mutant, Vol. 2 (2005)
- Independents Day (2007)
- W.I.C.K.E.D. (2009)
- Heartbroken & Homicidal (2010)
- Abominationz (2012)
- A New Nightmare (2013)
- The Darkness (2015)
- The Continuous Evilution of Life's ?'s (2017)
- Generation Nightmare (2019)
- Mad Season (2020)
- Revelashen (2020)